# Fernando Lopes (pływak)
Fernando „Nando” Lopes (ur. 21 listopada 1964, zm. 11 października 2020 w Luandzie) – angolski pływak, olimpijczyk.
Wystartował na Letnich Igrzyskach Olimpijskich 1980 w jednej konkurencji – sztafecie 4 × 100 m stylem zmiennym. Drużyna angolska (w składzie: Marcos Daniel, Fernando Lopes, Francisco Lopes dos Santos, Jorge Lima) uzyskała ostatni, 11. czas eliminacji (4:35,11). Zgłoszony był również do wyścigu na 400 m stylem dowolnym, jednak nie pojawił się na starcie. Jako pierwszy Angolczyk pełnił funkcję chorążego reprezentacji podczas ceremonii otwarcia igrzysk olimpijskich.
W późniejszych latach był pilotem i działaczem sportowym.